# Покшивна (Мазовецьке воєводство)
Покшивна (пол. Pokrzywna) — село в Польщі, у гміні Стромець Білобжезького повіту Мазовецького воєводства.
Населення — 106 осіб (2011).
У 1975-1998 роках село належало до Радомського воєводства.

## Демографія
Демографічна структура станом на 31 березня 2011 року:
|          | Загалом | Допрацездатний вік | Працездатний вік | Постпрацездатний вік |
| -------- | ------- | ------------------ | ---------------- | -------------------- |
| Чоловіки | 52      | 9                  | 31               | 12                   |
| Жінки    | 54      | 13                 | 25               | 16                   |
| Разом    | 106     | 22                 | 56               | 28                   |